# Ђорђе од Грчке и Данске
Принц Ђорђе од Грчке и Данске (24. јун 1869 — 25. новембар 1957) био је други син и дете Ђорђа I и Олге Константиновне из Русије, а упамћен је углавном по томе што је једном спасао живот свом рођаку будућем руском цару Николају II 1891. током њихове заједничке посете Јапану. Служио је као високи комесар Критске државе током њене транзиције ка независности од османске власти и уједињења са Грчком.

## Биографија
Од 1883. Ђорђе је живео у палати Бернсторф у близини Копенхагена са принцом Валдемаром од Данске, млађим братом свог оца. Краљица је одвела дечака у Данску да га упише у данску краљевску морнарицу и предала га на бригу Валдемару, који је био адмирал у данској флоти. Осећајући се том приликом напуштеним од оца, Ђорђе ће касније својој вереници описао дубоку приврженост коју је од тог дана развио за свог стрица.
Године 1891, Ђорђе је пратио свог рођака, царевића Николаја на његовом путовању у Азију, и спасао га од покушаја атентата у Јапану, у ономе што је постало познато као Инцидент у Оцу.
Ђорђе је, заједно са својом браћом Константином и Николом, учествовао у организацији Летњих олимпијскиһ игара 1896. у Атини. Ђорђе је био председник Подкомитета за наутичке спортове. Служио је као судија на такмичењу у дизању тегова, а своју снагу је показао тако што је очистио тегове на крају такмичења.
Иако је већи део модерне Грчке био независан од 1820-их, Крит је остао у османским рукама. До краја 19. века на острву је било много побуна и протеста. Грчке снаге стигле су да припоје острво 1897. године и велике силе су деловале, окупиравши острво и поделивши га на британску, француску, руску и италијанску област контроле. Године 1898. турске трупе су избачене и успостављена је национална влада, која је још увек номинално била под османском влашћу. Принц Ђорђе, који још није имао тридесет година, постао је високи комесар, а заједничка муслиманско-хришћанска скупштина је делимично изабрана, то јест именована. То није било довољно да задовољи критске националисте.
Елефтериос Венизелос је био вођа покрета за уједињење Крита са Грчком. Борио се у ранијим побунама и сада је био члан Скупштине, обављајући функцију министра правде принца Ђорђа. Убрзо су се сукобили и Ђорђе, упорни ројалиста, преузео је апсолутну власт на Криту. Венизелос је предводио опозицију томе. Он је 1905. године, међутим, сазвао илегалну револуционарну скупштину у Терису, у брдима близу Хање, тадашње престонице острва и започео тако побуну у Терису.
Током побуне, новостворена Критска жандармерија остала је верна Ђорђу. У овом тешком периоду, становништво Крита је било подељено: на изборима 1906. године про-принчеве странке су добиле 38.127 гласова, док су про-Венизелосове странке узеле 33.279 гласова. Али Жандармерија је успела да изврши своје дужности без узимања на страну. Коначно, британске дипломате су посредовале у нагодби и у септембру 1906. Ђорђа је заменио бивши грчки премијер Александрос Заимис и напустио острво. Критска скупштина је 1908. једнострано прогласила енозис (унију) са Грчком.
У октобру 1912. Ђорђе се вратио из Париза у Атину како би се придружио поморском министарству док се Грчка припремала за рат против Турске. Касније је служио као ађутант краља Ђорђа који је, међутим, убијен у марту 1913. Принц Ђорђе је отишао у Копенхаген да тамо реши очеве финансијске послове, пошто никада није престао да буде принц од Данске.

### Брак
Након париског ручка између краља Ђорђа и принца Ролана Бонапарте у септембру 1906. током којег је краљ пристао на могућност брака између њиһове деце, Ђорђе је 19. јула 1907. срео Роландову ћерку Мари Бонапарт у дому Бонапарт у Паризу. Припадница једне од нецарских грана династије Бонапарта, преко своје мајке је била наследница богатства односно казина у Монте Карлу.
Иако је био хомосексуалац, који је већи део године живео са својим стрицем принцом Валдемаром од Данске са којим је имао доживотну везу, послушно се удварао Мари двадесет осам дана. Поверио јој је да је доживео велика разочарења када су његове улоге у инциденту у Оцууу и гувернеру Крита погрешно схваћене и недовољно цењене од стране појединаца за које је сматрао да би требало боље да знају. Такође је признао да, супротно ономе што је знао да су биле њене наде, није могао да се посвети трајном животу у Француској, јер је морао да остане спреман да преузме краљевске дужности у Грчкој или на Криту ако буде позван да то учини. Када је његов предлог за брак провизорно прихваћен, невестин отац је био запањен када се Ђорђе одрекао било које уговорне клаузуле која гарантује накнаду или наследство од Мари; она би задржала и управљала сопственим богатством (фонд који је доносио 800.000 франака годишње) и само би њихова будућа деца добила наследство.
Ђорђе се цивилно венчао са Мари у Паризу 21. новембра 1907. и на грчкој православној церемонији у Атини следећег децембра, током које је његов ујак Валдемар био кум. До марта Мари је била трудна и, како је договорено, пар се вратио у Француску да се настани. Када је Ђорђе довео своју младу у Бернсторф у прву породичну посету, Валдемарова жена Марија Орлеан трудила се да објасни Мари Бонапарти присност која је ујединила ујака и нећака, толико дубоку да је на крају сваке од његових неколико годишњих посета, он плакао, Валдемар би се разболео, а жене су се научиле стрпљењу да не задиру у приватне тренутке својих мужева. Током прве од ових посета, Мари Бонапарта и Валдемар су се нашли у оној врсти страствене интимности којој се она радовала са својим мужем који је, међутим, изгледао само као да ужива у њима, седећи или лежећи поред своје жене и ујака. У каснијој посети, Мари Бонапарта је наставила страствени флерт са принцом Огеом, Валдемаровим најстаријим сином. Ни у једном случају не изгледа да се Ђорђе противио, или се осећао обавезним да овом питању посвети било какву пажњу. Међутим, он је критиковао Марију Орлеанску својој жени, наводећи да је превише пила и да је имала аферу са службеником његовог стрица. 
Од 1913. до почетка 1916. његова супруга Мари је интензивно флертовала, а затим је имала аферу до маја 1919. са француским премијером Аристидом Бријаном. Године 1915. Бријан је писао Мари да се, пошто је упознао и волео принца Ђорђа, осећао кривим због њихове тајне везе. Ђорђе је покушао да га убеди да се Грчка, званично неутрална током Првог светског рата, али осумњичена за симпатије према Централним силама, заиста нада победи савезника: можда је утицао на Бријана да подржи катастрофалну савезничку експедицију против Турака код Солуна. Када су се принц и принцеза вратили у јулу 1915. у Француску након посете болесном краљу Константину I у Грчкој, њена афера са Бријаном постала је озлоглашена и Ђорђе је изражавао уздржану љубомору. До децембра 1916. француска флота је бомбардовала Атину, а у Паризу је Бријан био осумњичен да је завео Мари у узалудном покушају да преведе Грчку на страну савезника, или да га је она завела да збаци Константина и постави Ђорђа на грчки престо.
Иако је био у пријатељским односима са ментором своје супруге, Сигмундом Фројдом, Ђорђе је 1925. замолио Мари да напусти свој посао психоаналитичара како би се посветила њиховом породичном животу, али је она одбила. Када је 1938. из новина сазнао да се његов син јединац оженио руском обичном грађанком, Ђорђе му је забранио повратак кући и одбио је да се икада сретне са својом женом.
Ђорђе и Мари су имали двоје деце:
- Принца Петра од Грчке и Данске; (1908–1980); антрополог, који је изгубио своја династичка права у Грчкој женидбом са два пута разведеном пучанком. Без деце.
- Принцезу Евгенију од Грчке и Данске; удала се, прво, за принца Доминика Радзивила (1939), од којег се развела 1946. Њен други муж био је Њ.В. принц Рајмондо дела Торе, војвода од Кастел Дуина, за кога се удала 1949, а развела 1965. Имала је децу из оба брака.

### Смрт
Дана 21. новембра 1957. принцеза Мари и њен муж прославили су златну годишњицу венчања. Принц Ђорђе је умро 25. новембра 1957. године у осамдесет осмој години, као најдуговечнији династ из куће Олденбург своје генерације. Сахрањен је на краљевском гробљу Татои са данском и грчком заставом, венчаним прстеном, праменом Валдемарове косе, Валдемаровом фотографијом и земљом из Бернсторфа. Принц Ђорђе је био последње живо дете краља Ђорђа и краљице Олге.